# Ian Russell (13e duc de Bedford)
John Ian Robert Russell, 13e duc de Bedford (24 mai 1917 - 25 octobre 2002), appelé Lord Howland jusqu'en 1940 et marquis de Tavistock entre 1940 et 1953, est un pair et écrivain britannique. Avec J. Chipperfield, il fonde Woburn Safari Park et est le premier duc à ouvrir au public le siège de la famille, l'Abbaye de Woburn, qui abrite une grande galerie de peintures européennes.

## Jeunesse et formation
Russell est le fils de Hastings Russell, 12e duc de Bedford, et de sa femme, Louisa. Il a une relation très tendue avec son père et son grand-père, qui pendant ses premières années refusent de lui donner l'allocation qu'il jugeait appropriée pour un futur duc; son père a finalement placé l'essentiel de la fortune de Bedford en fiducie.
Le 13e duc est connu dans sa jeunesse sous le nom de Ian, avec le titre de courtoisie Lord Howland. Son père devient duc en 1940 et Lord Howland porte alors le titre de courtoisie de marquis de Tavistock.

## Carrière
Russell commence sa carrière comme percepteur de loyers en 1938, à Stepney. Il rejoint ensuite les Coldstream Guards en 1939 et combat lors de la Seconde Guerre mondiale entre 1939 et 1940, mais quitte l'armée. Il se tourne ensuite vers le journalisme et devient reporter pour le Daily Express en 1940. En 1948, il émigre en Afrique du Sud où il est agriculteur dans la région de Paarl avant de retourner dans les domaines de son père.
Lorsque son père meurt en 1953, il doit payer des droits de succession de 14 millions de dollars. Au lieu de céder les domaines familiaux au National Trust, il en conserve la propriété et ouvre l'abbaye de Woburn au public pour la première fois en 1955. Il gagne rapidement en popularité avec l'ajout d'autres divertissements, notamment le Woburn Safari Park sur le domaine en 1970. Cette décision l'éloigne de beaucoup d'autres pairs. Interrogé sur les commentaires défavorables d'autres aristocrates lorsqu'il a transformé la maison familiale en parc safari, le 13e duc déclare : «Je ne savoure pas le mépris de la pairie, mais il vaut mieux être méprisé que négligé ». Il ne s'exprime pas au cours de ses dix premières années à la Chambre des lords.
Il a publié les livres suivants:
- A Silver-Plated Spoon (1959)
- The Duke of Bedford's Book of Snobs (1965)
- The Flying Duchess (1968)
- How to Run a Stately Home (1971)

Russell est l'un des rares propriétaires britanniques d'une toute nouvelle berline 4 portes Edsel Citation 1958, qu'il a achetée peu de temps après son lancement aux États-Unis en septembre 1957 et est immatriculée 1 MMC. En 1958, il anime une émission de radio intitulée The Duke Disks sur Radio Luxembourg avec Que sera, sera (Whatever Will Be, Will Be) comme chanson de signature, qui est la devise de la famille. En 1962, il apparait dans son propre rôle dans le film de comédie britannique The Iron Maiden, avec des scènes tournées à Woburn.
Il est nommé à l'International Best Dressed Hall of Fame List en 1985.

## Famille
Russell se marie trois fois. Il épouse Clare Gwendolen Bridgman Hollway (1903-1945) le 6 avril 1939. Elle est décédée d'une overdose. Ils ont deux enfants :
- Henry Russell (14e duc de Bedford) (1940-2003) ;
- Rudolf Russell (né le 7 mars 1944).

Le 13 février 1947, il épouse Lydia (17 octobre 1917 - 25 juillet 2006), fille de John Yarde-Buller (3e baron Churston) et Denise Orme ; cette duchesse est la veuve de Ian Archibald de Hoghton Lyle (1909–1942), dont elle a deux enfants. Ils divorcent en 1960 mais ont un enfant :
- Francis Hastings Russell (né le 27 février 1950).

Il épouse la productrice pionnière Nicole Milinaire (29 juin 1920 - 7 septembre 2012) le 4 septembre 1960 ; ils n'ont aucun enfant.
Bedford et sa dernière duchesse deviennent des exilés fiscaux en 1974, pour finalement s'installer à Monaco. Il est mort à Santa Fe, Nouveau-Mexique, en 2002.